# Крутопохилий сепаратор

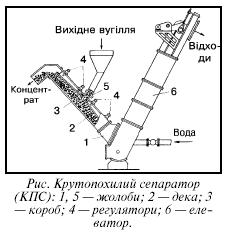
Круто-похилий сепаратор

Круто-похи́лий сепара́тор (рос. крутонаклонный сепаратор (КНС), англ. steeply inclined separator, нім. Steilseparator m) — апарат для гравітаційного збагачення вугілля, переважно крупних та середніх класів крупності у протитечійному замкненому каналі, встановленому під крутим (52—56°) кутом до горизонту.
Застосовується для грубого (попереднього) збагачення вугілля на шахтних збагачувальних установках, а також для вилучення вугілля з розубоженої маси на відкритих розробках та з вуглевмісних відходів збагачення.
Крутопохилий сепаратор — апарат для гравітаційного збагачення корисних копалин. Використовуються для збагачення розубоженого вугілля, крупнозернистих шламів і механізації вибірки породи крупністю до 150 мм.

## Загальна характеристика

Крутопохилий сепаратор являє собою прямокутний короб 1, нахилений під кутом 46 — 54º до горизонту. Всередині корпусу розташовано завантажувальний жолоб 2 для подачі в сепаратор вихідного матеріалу. На верхній кришці кожного із відділень закріплені ґвинтові регулятори 3 дек 4, які обладнані зигзагоподібними перегородками. Деки, що фіксуються ґвинтовими регуляторами, забезпечують необхідний перетин каналу у породному (нижньому) і концентратному (верхньому) відділеннях сепаратора. Крім того, зигзагоподібні перегородки на деках збільшують опір потоку у верхній частині каналу і створюють змінне поле швидкостей потоку, яке забезпечує сприятливі умови для розділення матеріалу в робочій зоні.
Вихідний матеріал безперервно по завантажувальному жолобу 2 подається в центральну частину каналу 1. Одночасно у нижню частину каналу через башмак елеватора 5 надходить із заданою швидкістю вода. Важкі фракції випадають у придонний шар і рухаються назустріч потоку води. Легкі фракції виносяться потоком води вгору і розвантажуються через зливний поріг сепаратора.
Ефективність роботи крутопохилого сепаратора залежить від:
- кута нахилу корпуса апарата,
- положення дек і витрат води, що подається у башмак елеватора, а також разом з вихідним матеріалом.

Кут нахилу корпуса сепаратора визначає ступінь розпушення матеріалу в робочій зоні. При збагаченні крупних класів і вугілля, класифікованого за вузькою шкалою, кут нахилу повинен бути більшим, ніж при збагаченні некласифікованого або знешламленого вугілля.
Положення рухомих дек визначає прохідний перетин робочого каналу в концентратній і породній зонах сепаратора. Від їх положення залежать продуктивність сепаратора, показники процесу розділення, а також відносні витрати води на переробку вихідного матеріалу при оптимальному навантаженні.
Об'єм води, що надходить в завантажувальну лійку і опирач елеватора, визначає поле швидкостей в різних перетинах робочого каналу. Витрати води повинні відповідати пропускній спроможності перетинів у концентратній і породній зонах каналу. Співвідношення потоків необхідно вибирати таким чином, щоб підтримувати задану густину розділення в робочій зоні на постійному рівні. Відповідний вибір регульованих параметрів дозволяє забезпечити в сепараторі при збагаченні крупних класів робочі швидкості 0,5 — 0,7 м/с, при збагаченні дрібних класів — 0,2 — 0,3 м/с.
У крутопохилих сепараторах досягається рівномірне збагачення всіх класів крупності аж до класу 0 — 3 мм. Засмічення крупного концентрату не перевищує 2 %, дрібного — 3 %.

## Технічні характеристики крутопохилих сепараторів

Технічні характеристики крутопохилих сепараторів